# 新世界中心

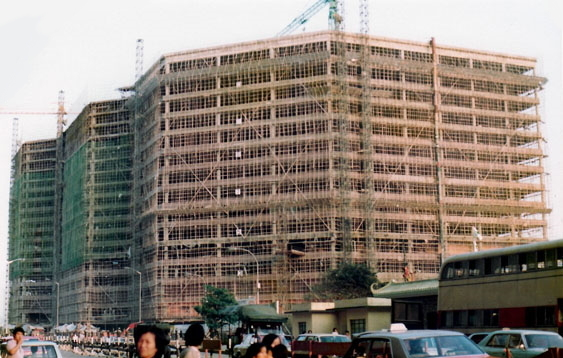
興建中的新世界中心(1977年)

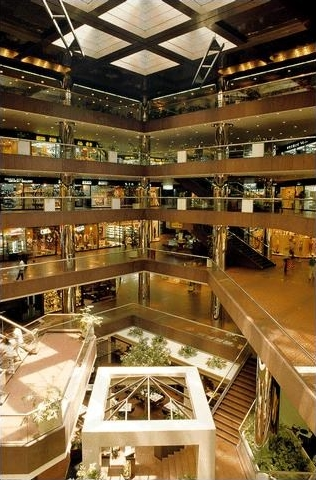
1980年代時新世界中心商場中庭

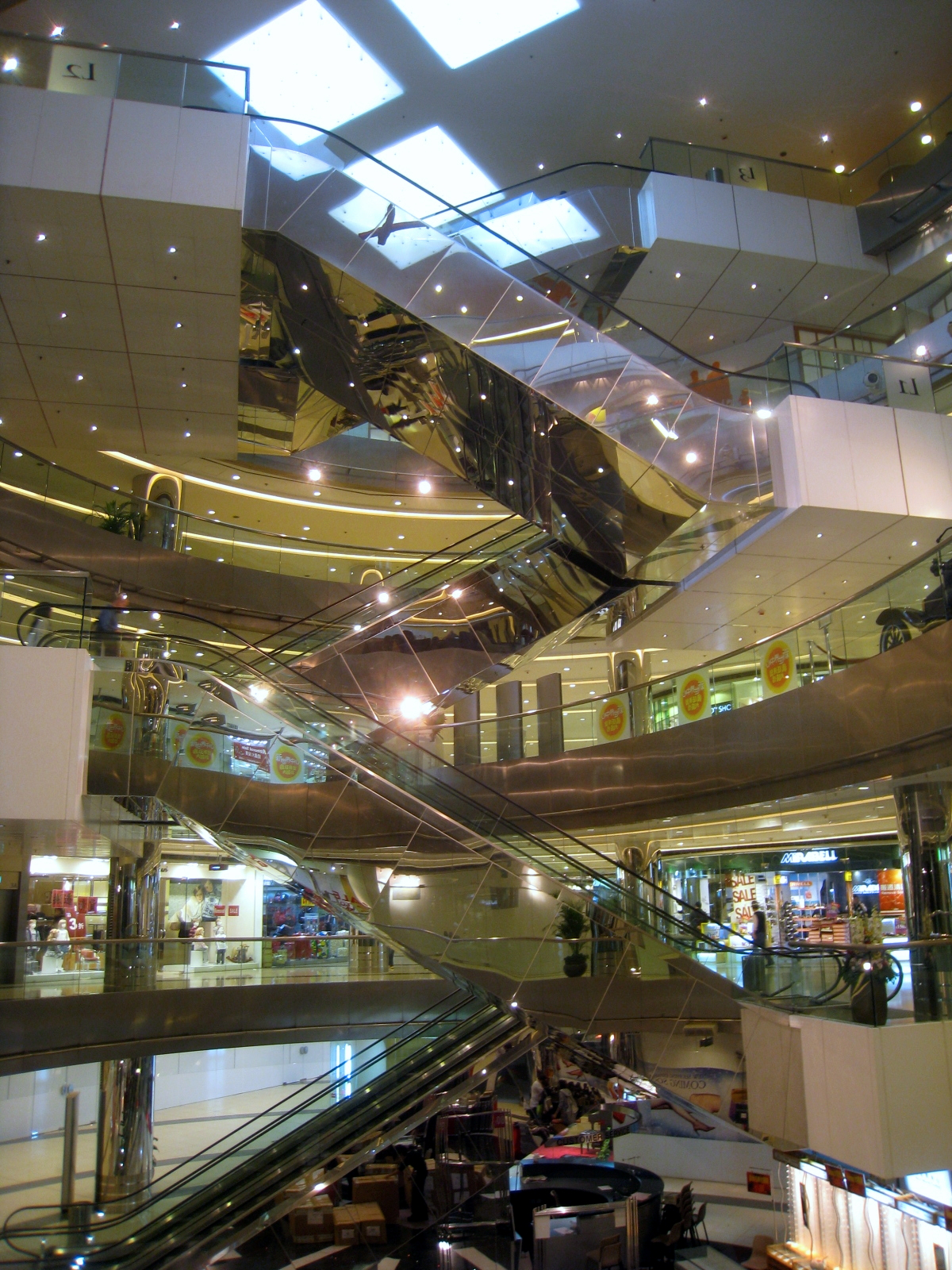
新世界中心商場中庭（2010年）

新世界中心（英語：New World Centre），位於香港九龍尖沙咀梳士巴利道，是一系列相連的綜合性商業建築，設有兩座辦公大樓（東翼及西翼）、兩間酒店、服務式住宅，6層商場及停車場，總樓面面積達250萬平方呎。
除了香港麗晶酒店部份外，新世界中心其餘部分於2011年1月1日起清拆重建，名店城範圍於2014年中起被清拆，上述建築物已重建為Victoria Dockside。而未被拆卸的香港洲際酒店亦因翻新工程關係，已於2020年4月20日起關閉，並於2023年初以香港麗晶酒店復業。

## 歷史

### 1970年代至1980年代
新世界中心其前身為太古集團物業藍煙囪碼頭。為配合九廣鐵路尖沙咀火車站總站搬遷至紅磡站，原址於1971年出售，新世界發展於1973年發展為綜合性商業項目。建成新世界中心可說改變了往後整個尖東的面貌。
新世界大酒店為首個落成項目，於1978年12月開業。西翼寫字樓（由啟用至2000年代初，為友邦保險香港主要辦事處及業務員辦公室）及服務式住宅部分於1979年建成。麗晶酒店則於1979年開業。東翼寫字樓及商場部分則在1981年落成。
自1979年開始，新世界中心為尖沙咀最熱閙的商場之一。位於地庫層的酒城（Bar City）是當時年輕人的蒲點，當年有不少國際歌星、樂隊來獻唱、例如Tomjones。此外，商場二樓的海城大酒樓夜總會總面積達15萬平方呎可筵開600多席(資料來源)及設有表演大舞台，是世界上最大規模中式酒樓，更邀請過不少紅星登台，包括已故歌星羅文及已故影視紅星歐陽佩珊。1982年開業的東急百貨公司，更是新世界中心最大租戶，也是潮人購買日本雜誌及服裝的地標。歌手許冠傑作品「日本娃娃」，便取景於該處。新世界中心設有多間食肆，包括王子日本料理、韓國貴賓飯店、福陞小廚及Pizza World等。而服務式公寓的部分因為設備齊全，故當時不少來自台灣與海外的影星入住其中，包含林青霞、葉蒨文、鍾楚紅等人，林青霞曾經撰文懷念當時入住時的情境。
新世界中心正門廣場，在指定日子會舉辦不同類型展覽，例如汽車展、玩具展以至巴士展覽等。正門外牆亦裝設報時系統，在指定時間會有機械音樂表演，吸引不少途人欣賞。

### 1990年代至2000年代
自1987年競爭對手九龍倉將廣東道一帶的商場包裝成海港城購物區後，尖沙咀旗艦商場兩虎相爭的局面開始形成。1991年，區內的購物集中地逐漸轉移到廣東道一帶，新世界中心開始盛極而衰，人流大不如前，商場內不少店舖空置，人流稀少。1993年，發展商將東翼停車場改裝為「香港汽車聯合交易所」，希望能夠吸引更多人流在場內消費。不過情況不但沒有改善，到了1998年起，場內不少租戶轉手經營或結業。包括東急百貨原址轉手為新世界百貨繼續經營，海城大酒樓則於1999年8月1日結業。
由於商場老化，故發展商於2000年6月開始，耗資3億港元全面翻新尖沙咀新世界中心商場。商場封閉了1年後，於2001年6月重新對外開放。當年引入的租戶包括Basic by Kriza、丹麥的CCDK、Cour Carre、Gorgeous Spa & Beauty、Kenki、Levi's、L.S.Collection、Missoni、Morgan、Playlord、大寶珠寶、Nautica、ProCam-fis、Viola、Samsonite、Glycel、優之良品及屈臣氏等。商場2樓更設有佔地80,000平方呎needs超級市場，由新世界百貨公司經營。
全面翻新後的中庭，原本裝設DynaScreen大圓柱體電子顯示屏幕，於2002年拆卸；截至於2010年拆卸前，B2層為兒童遊戲中心、Bar City、福陞小廚、王子日本料理、嘉惠琴行和Dickson Warehouse；B1層為鞋店、歐化傢俬、翠景粥麵、韓國貴賓飯店和多間兒童服裝店；L層為多間時裝店、珠寶店、梳化倉、Towngas Avenue、哎呀 Aiya Bar、Red Zone、UCC Coffee、Freshness Burger、Pizza World、東海堂和太平洋咖啡。同層設展覽場地；1樓為新世界百貨、Euro Square家居店、伊樂形象設計顧問有限公司和二手名牌服裝店，並設通道往香港洲際酒店。餐廳為星巴克咖啡和金牛苑越南菜館；2樓全層為新世界百貨needs超級市場；3樓以餐廳為主，包括麥當勞、東海海鮮酒家、金龍閣海鮮酒家、恆香棧和魚翅城酒家。近東翼辦公大樓部分為示範單位售樓處。

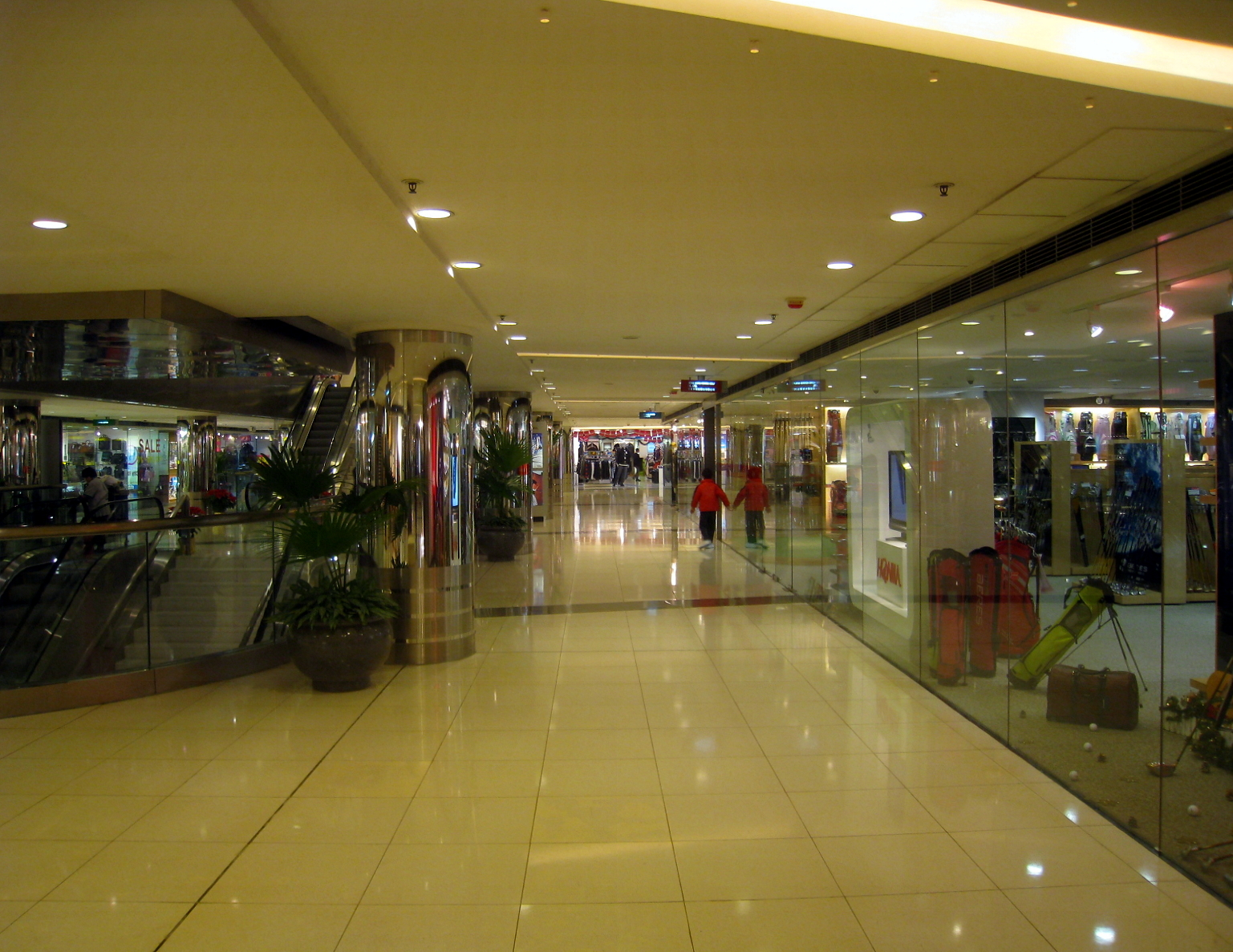
商場1樓
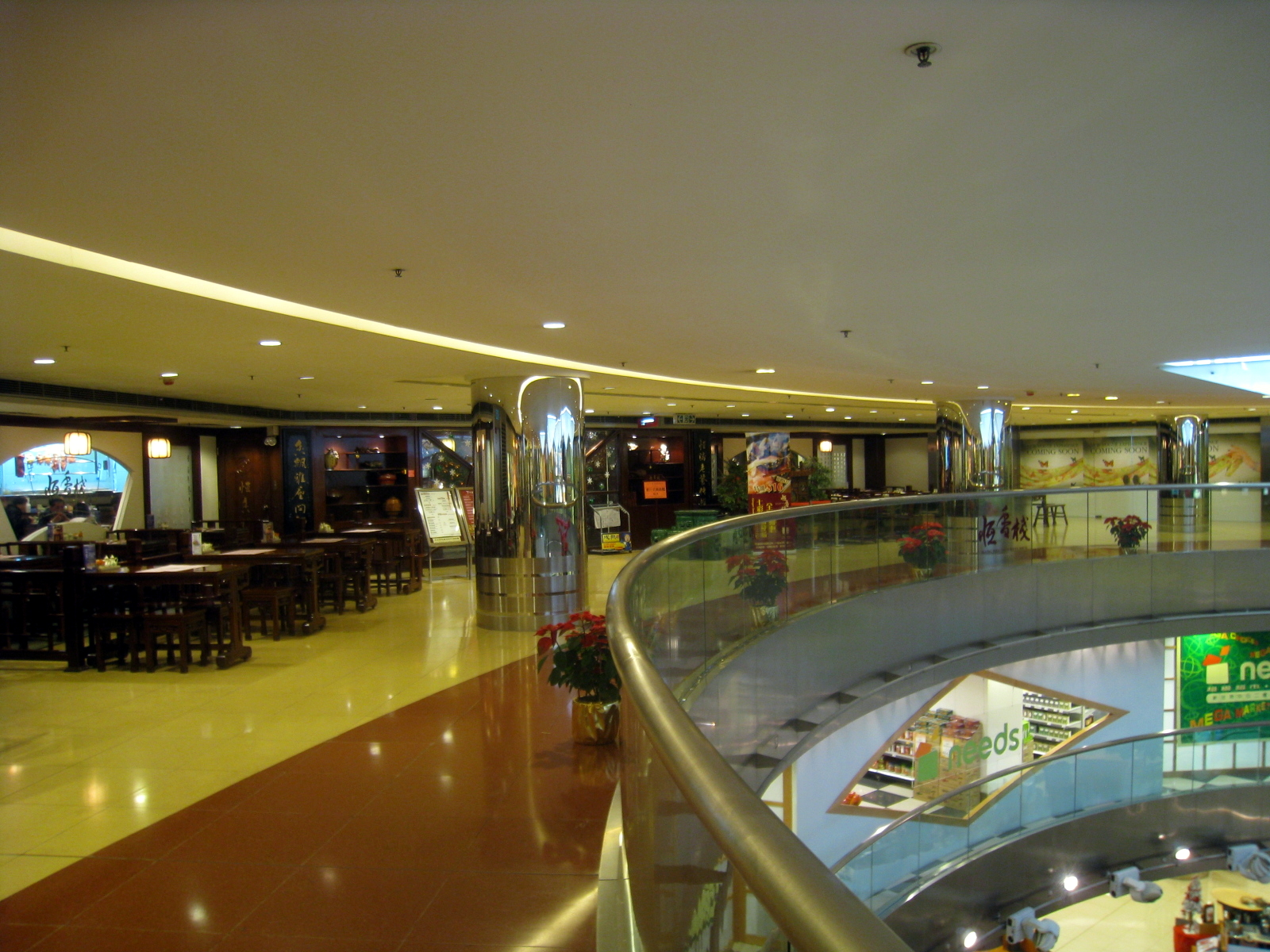
商場3樓
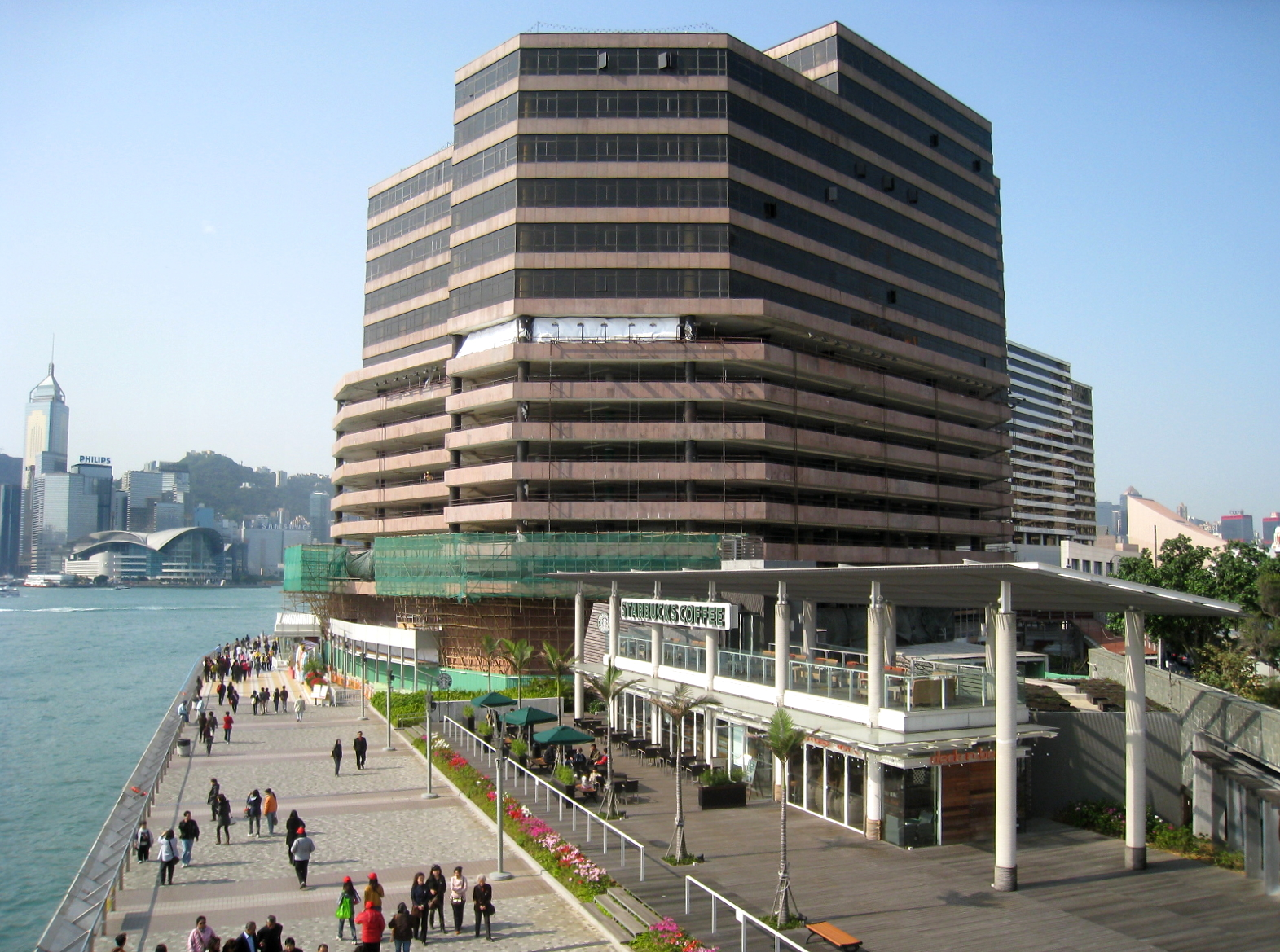
新世界中心東翼辦公大樓
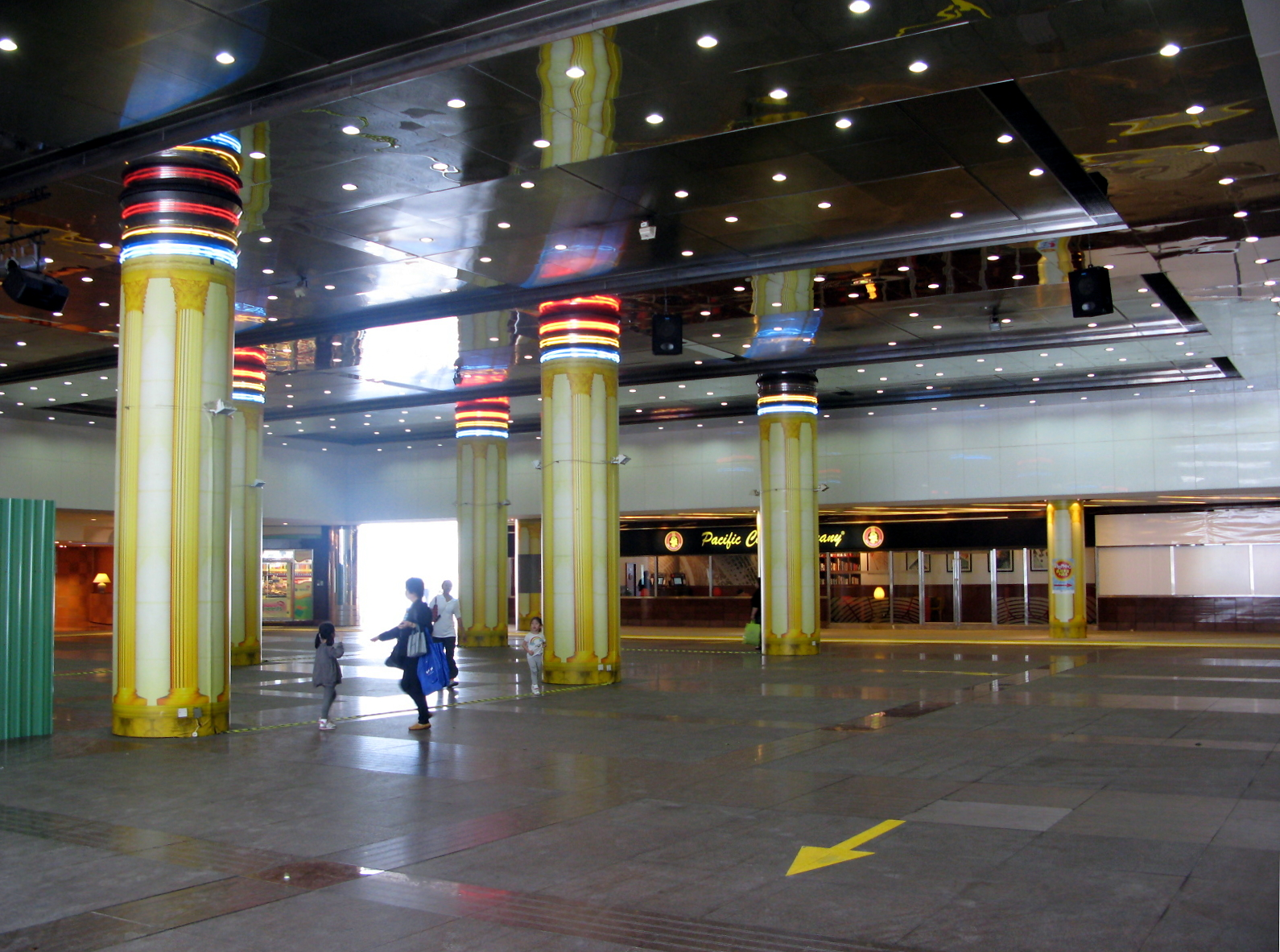
展覽場
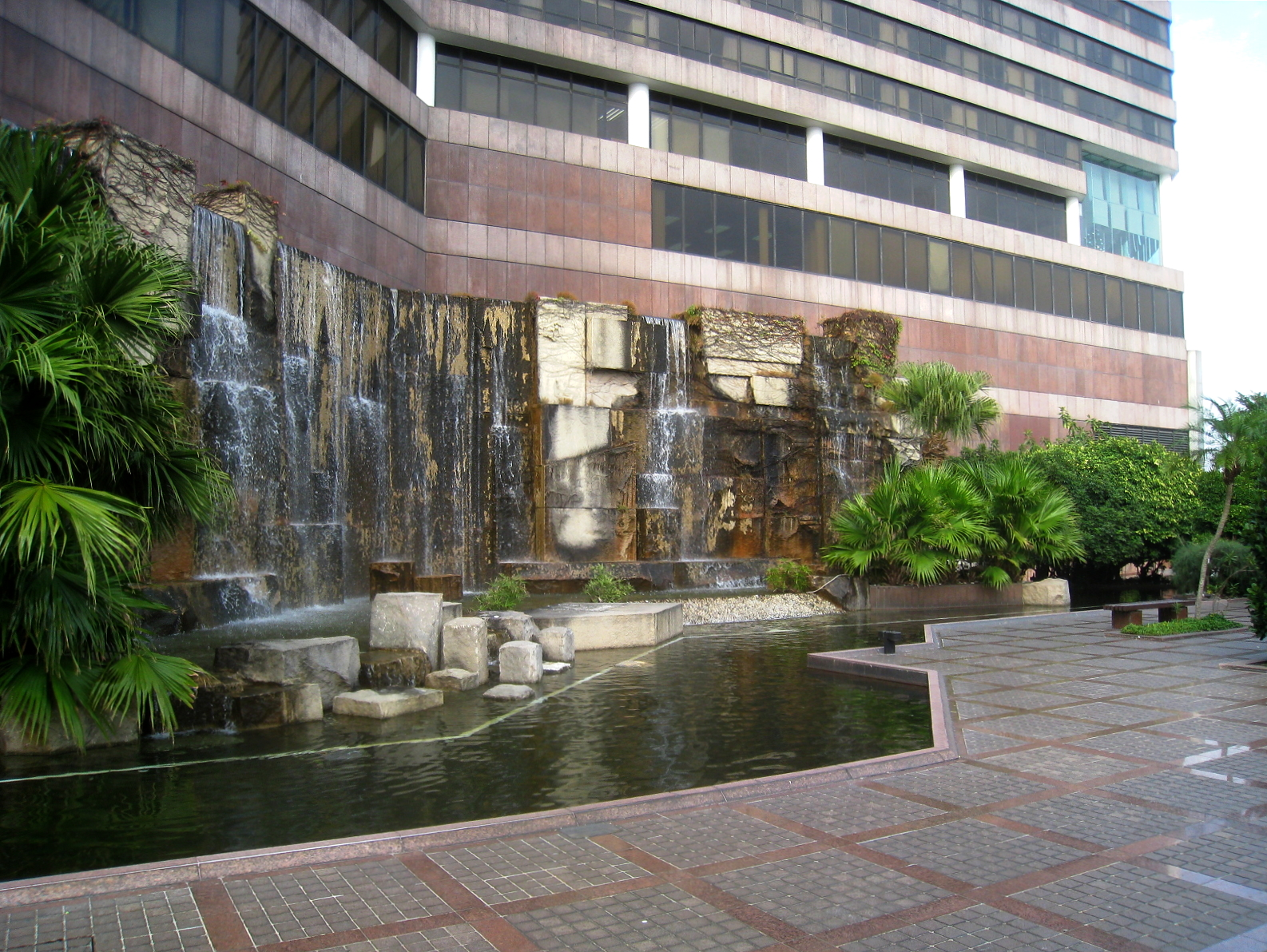
位於室外的瀑布

#### 重建
新世界中心將分階段全面進行重建。發展商新世界發展率先重建東翼辦公大樓為一座63層高的寫字樓及酒店，東翼辦公大樓及新世界百貨於2008年10月16日關閉，地面以上停車場於2008年12月關閉，地庫停車場於2009年1月5日關閉，有差不多30年樓齡的東翼辦公大樓隨即進行拆卸工程，揭開新世界中心重建的序幕。
新世界發展於2010年起重建新世界中心餘下的部分，包括西翼寫字樓、服務式住宅、九龍萬麗酒店以及中心商場，九龍萬麗酒店已經於2010年3月1日中午12時結業，而西翼辦公大樓、服務式住宅及商場則於2010年3月31日晚上11時起永久封閉，並於2011年1月1日起清拆，標誌著新世界中心正式全面重建。
崇光百貨尖沙咀分店於2014年2月12日結業後，亦自2014年2月12日以來把名店城的原來範圍被拆卸，當已拆卸名店城後，梳士巴利道行人隧道的圍板上開始有藝術的氣息。直至2015年年底因為星光大道裝修並設置星光影廊。
2017年5月25日，發展商公佈新世界中心重建項目將改名為「Victoria Dockside」。「Victoria」代表香港維多利亞港；「Dockside」就意指地址前身為藍煙囪碼頭。

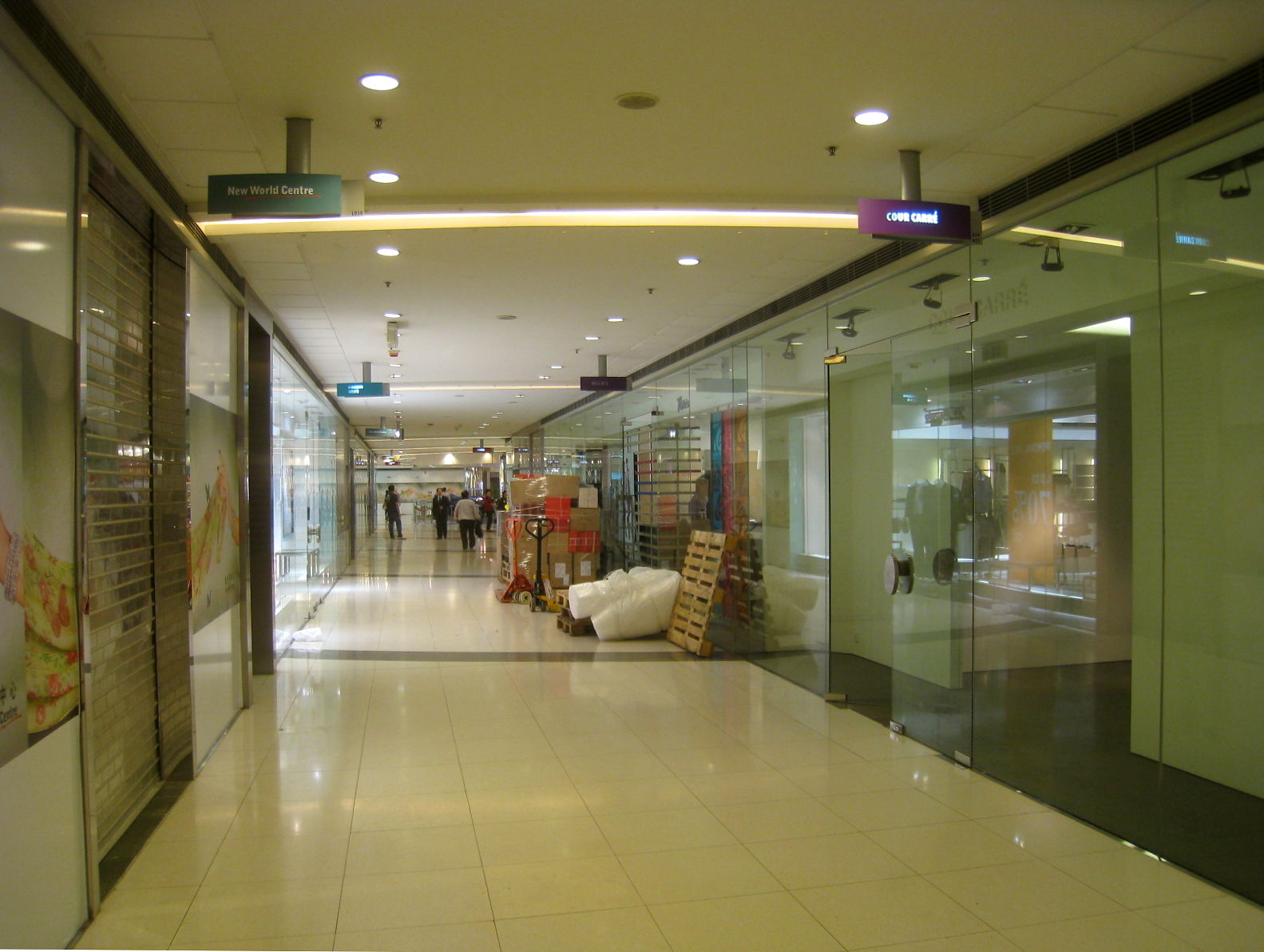
商場大部份店舖已經遷出（2010年3月31日）
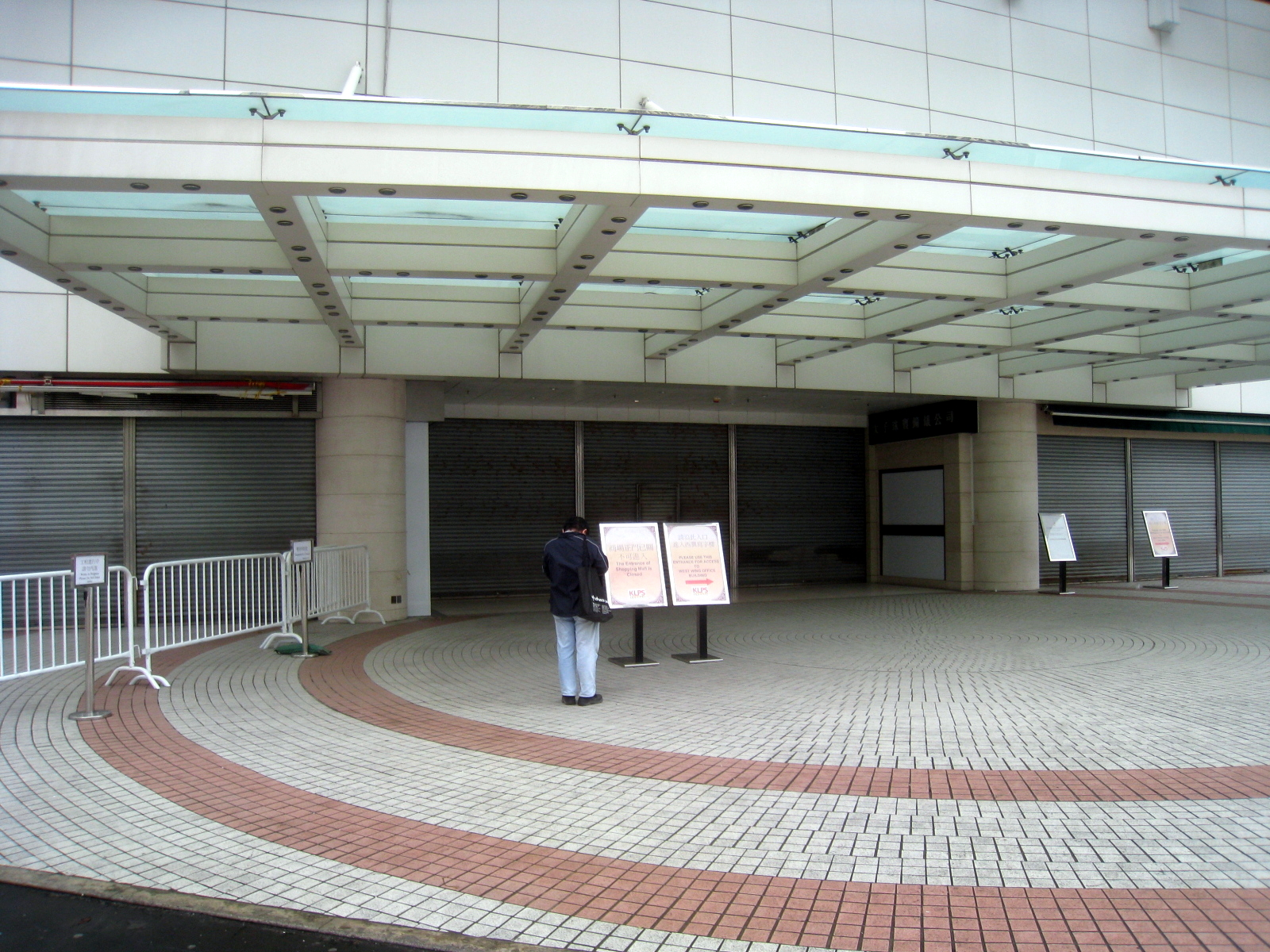
商場入口已經封閉（2010年4月）
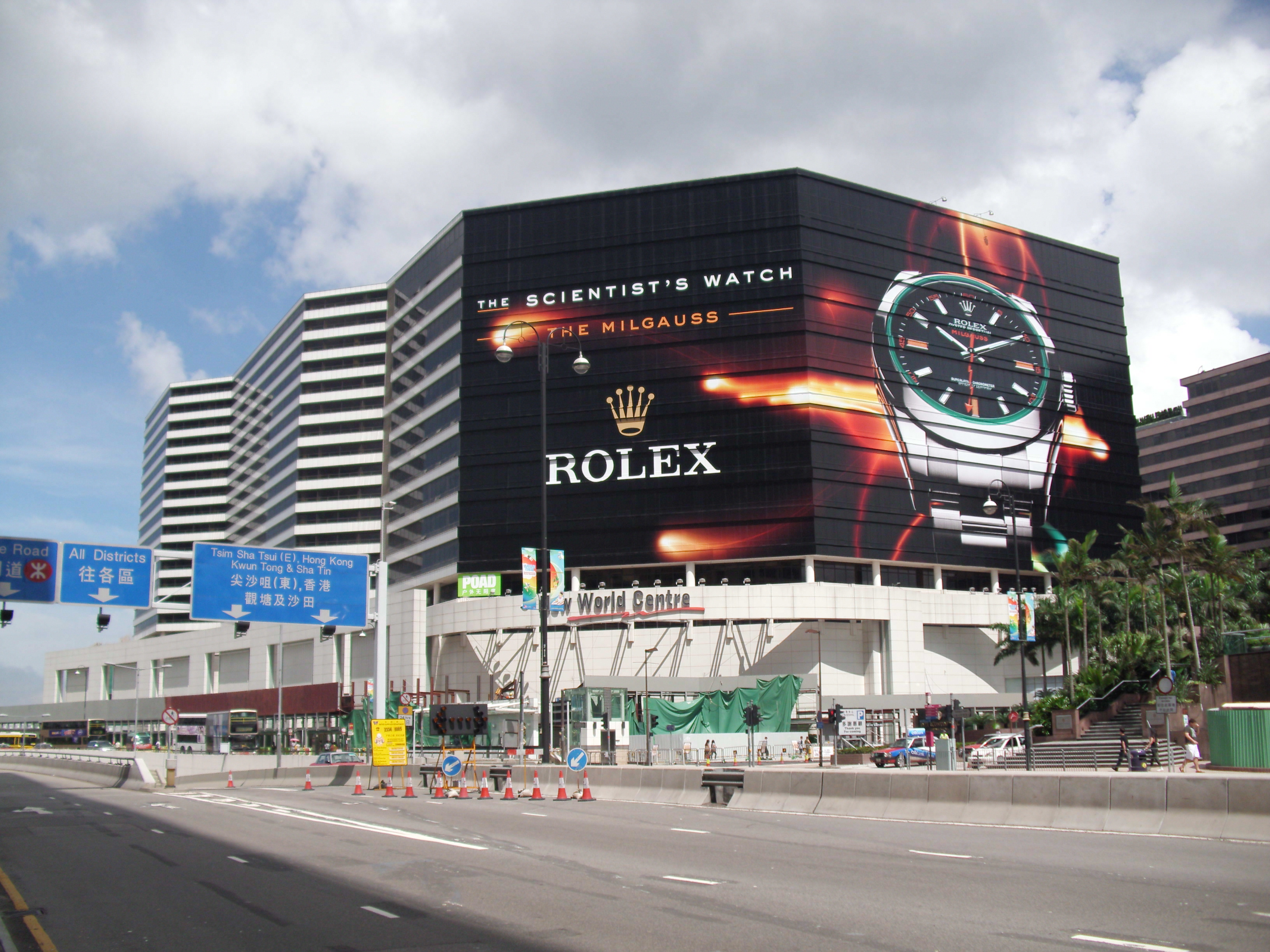
西翼外牆（2010年4月）
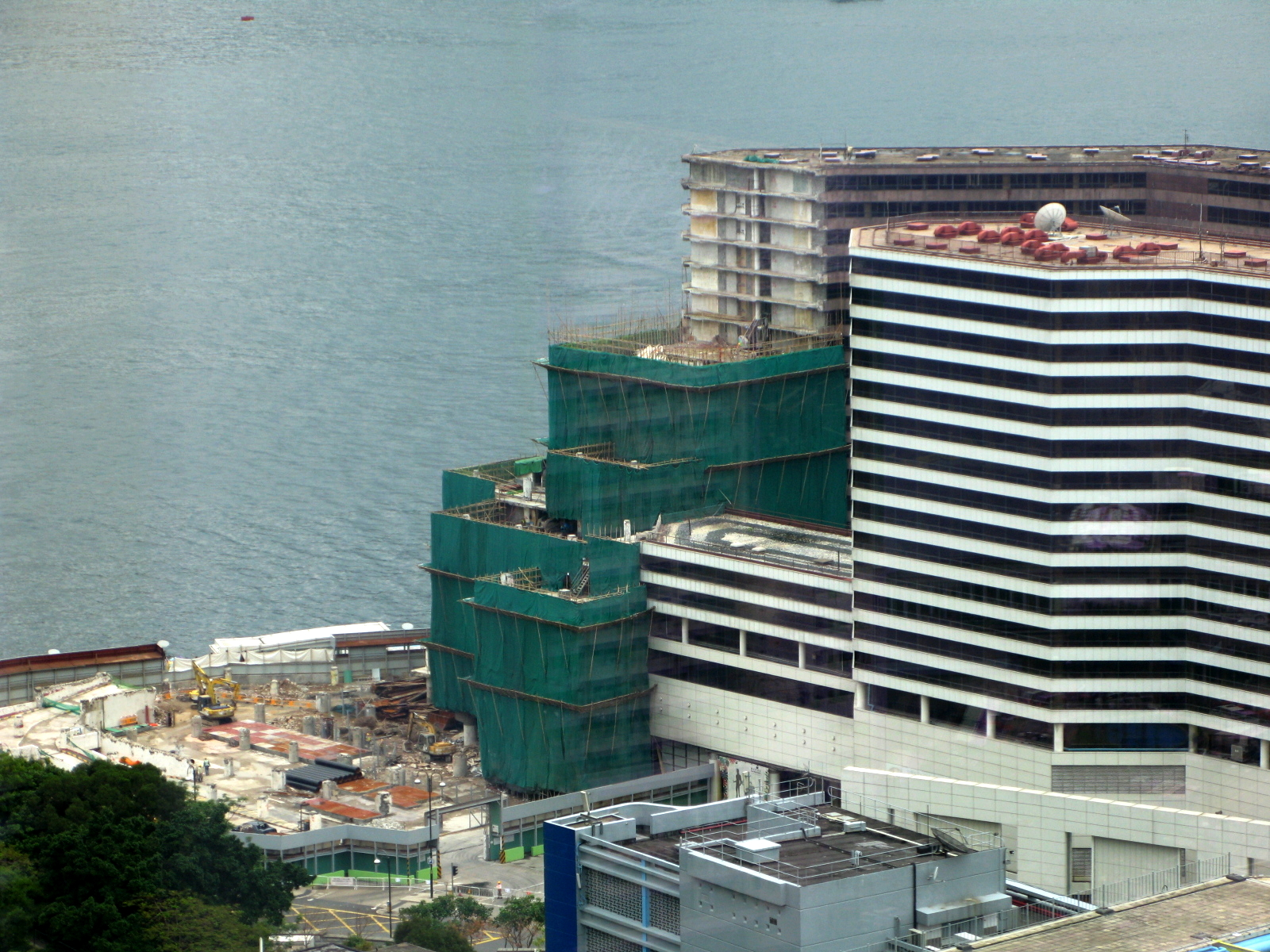
拆卸中的新世界中心東翼寫字樓（2010年5月）
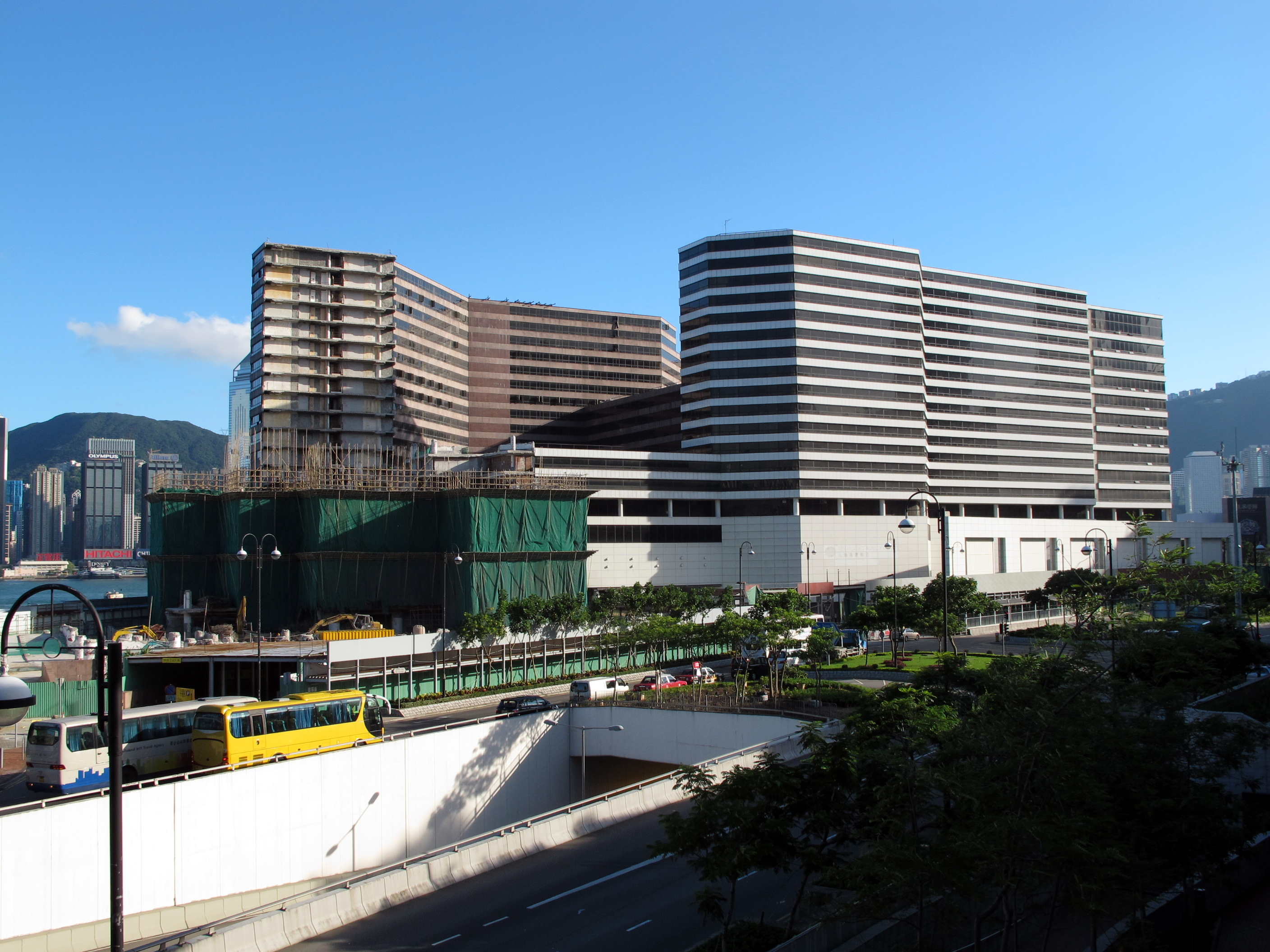
拆卸中的新世界中心（2010年6月）
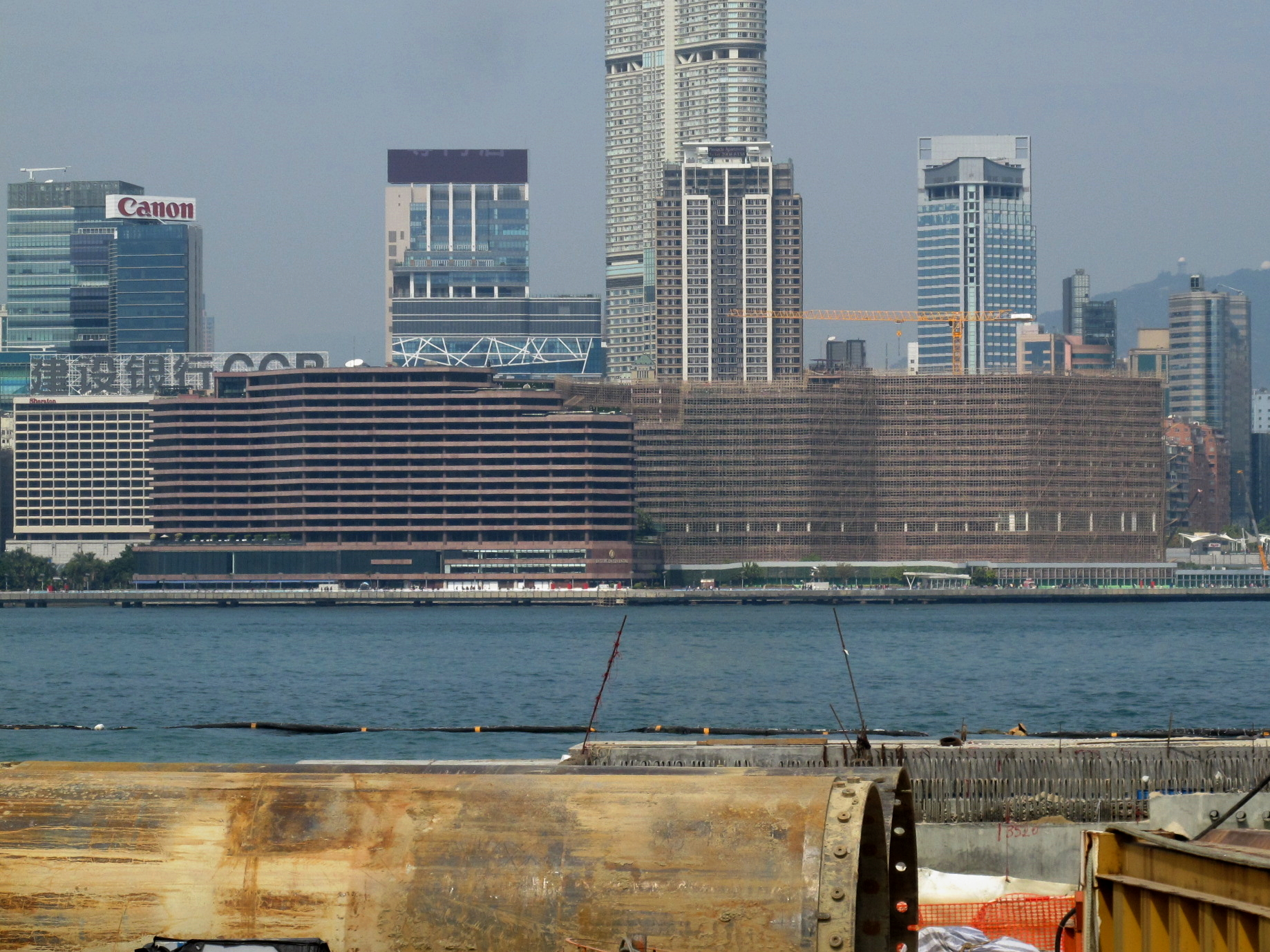
拆卸中的新世界中心（2011年1月）
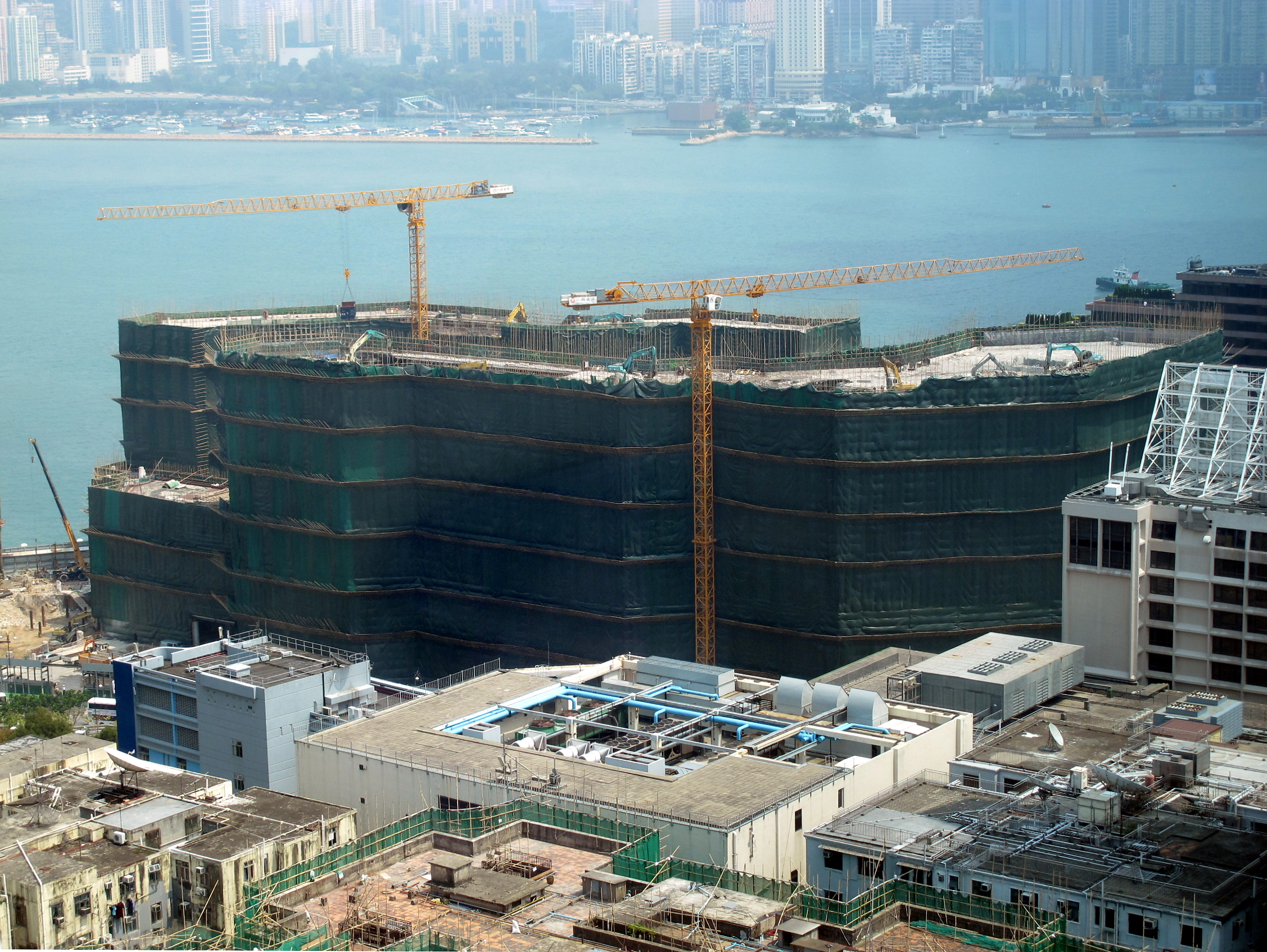
拆卸中的新世界中心（2011年4月）
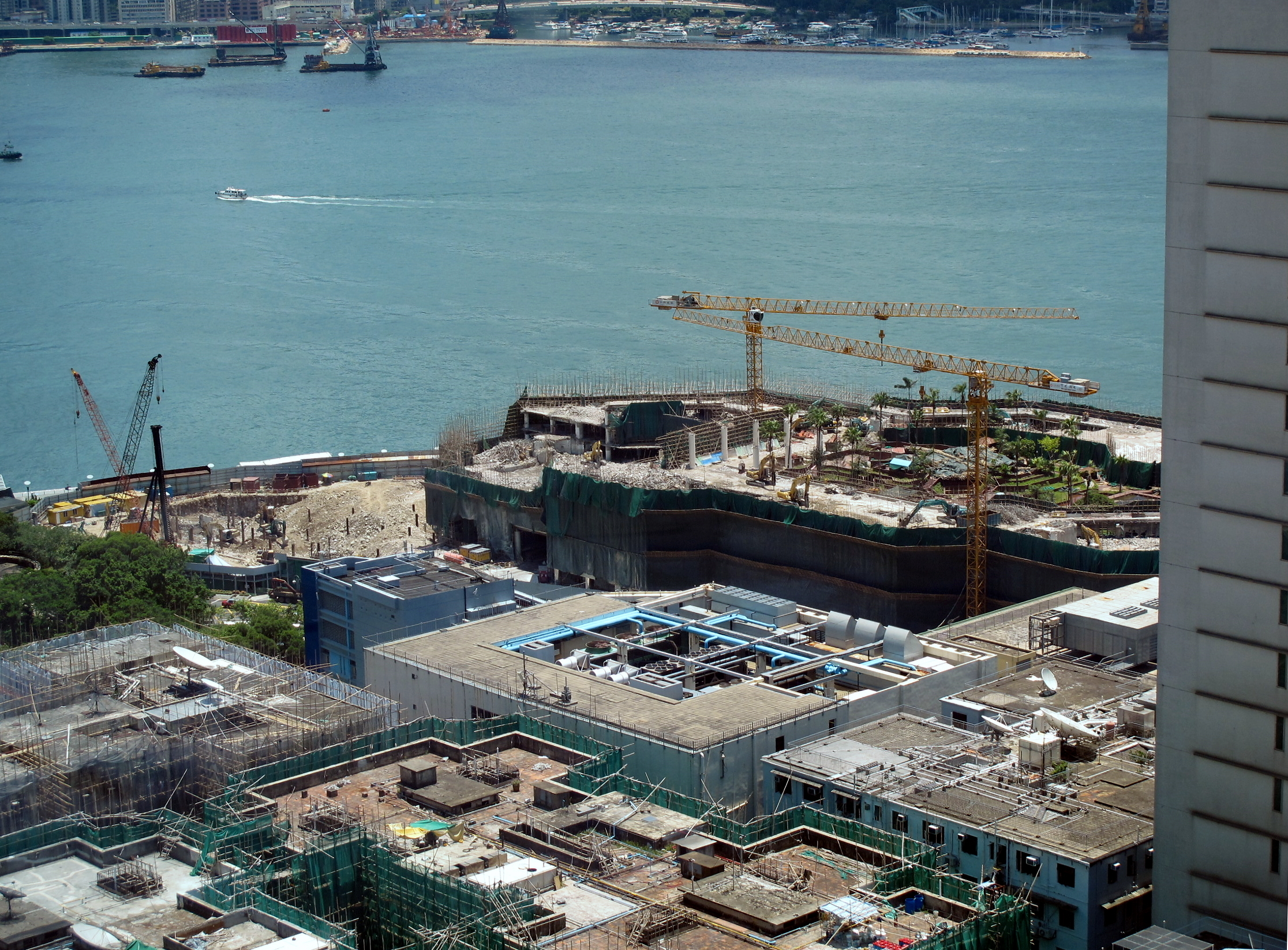
拆卸中的新世界中心（2011年8月）
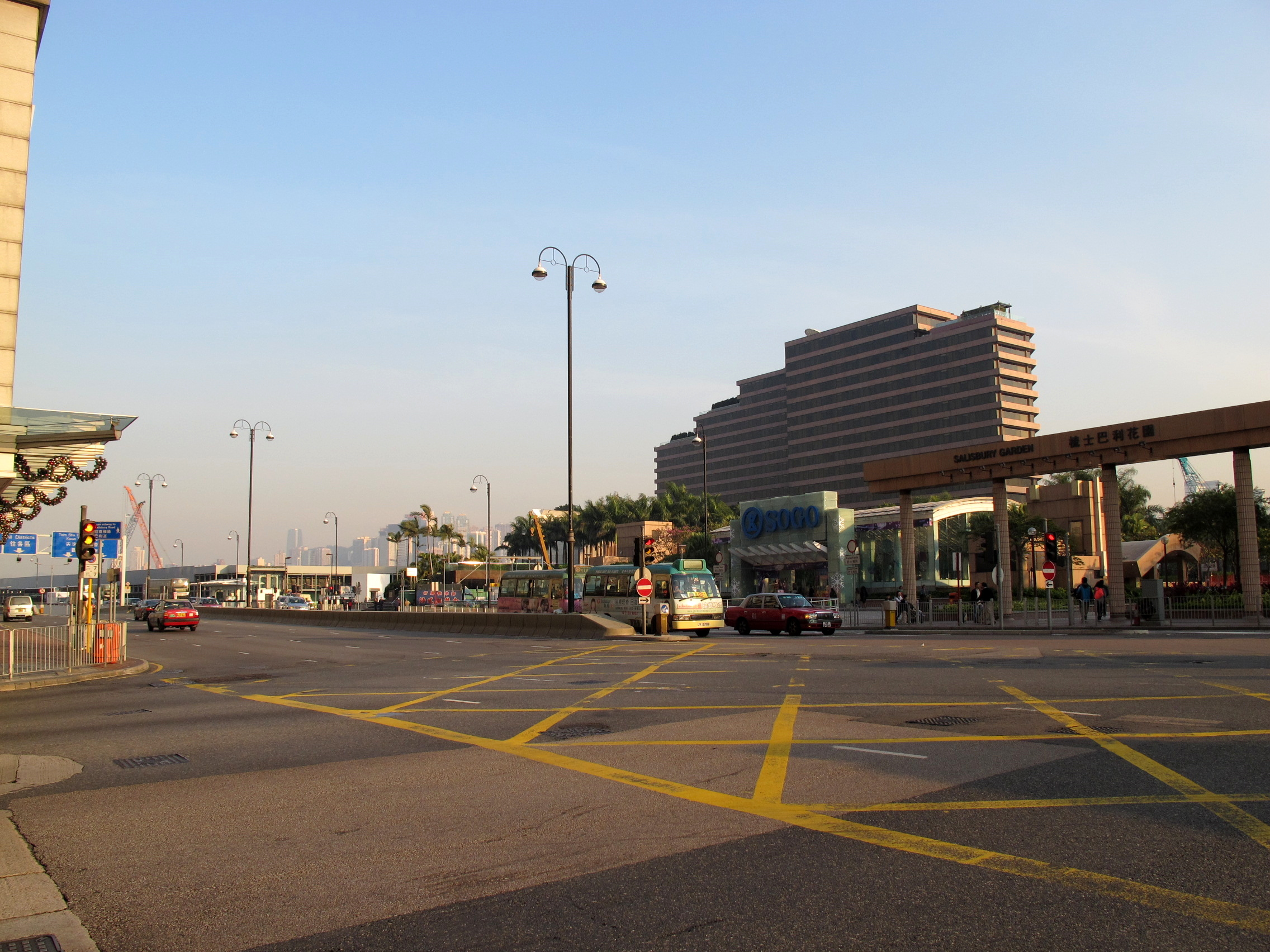
完成拆卸的新世界中心 （2011年12月）
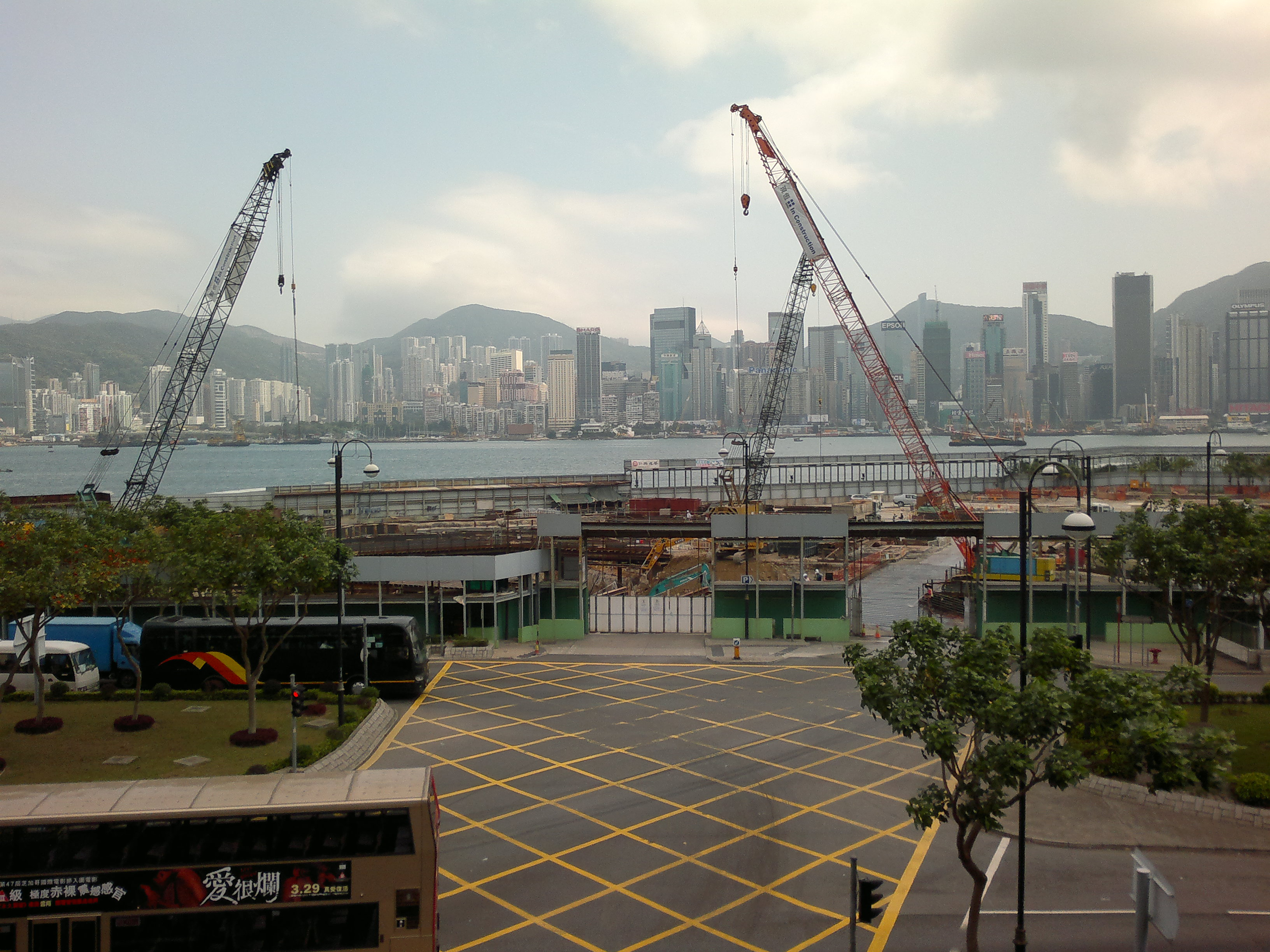
完成拆卸的新世界中心 （2012年3月）

## 圖集

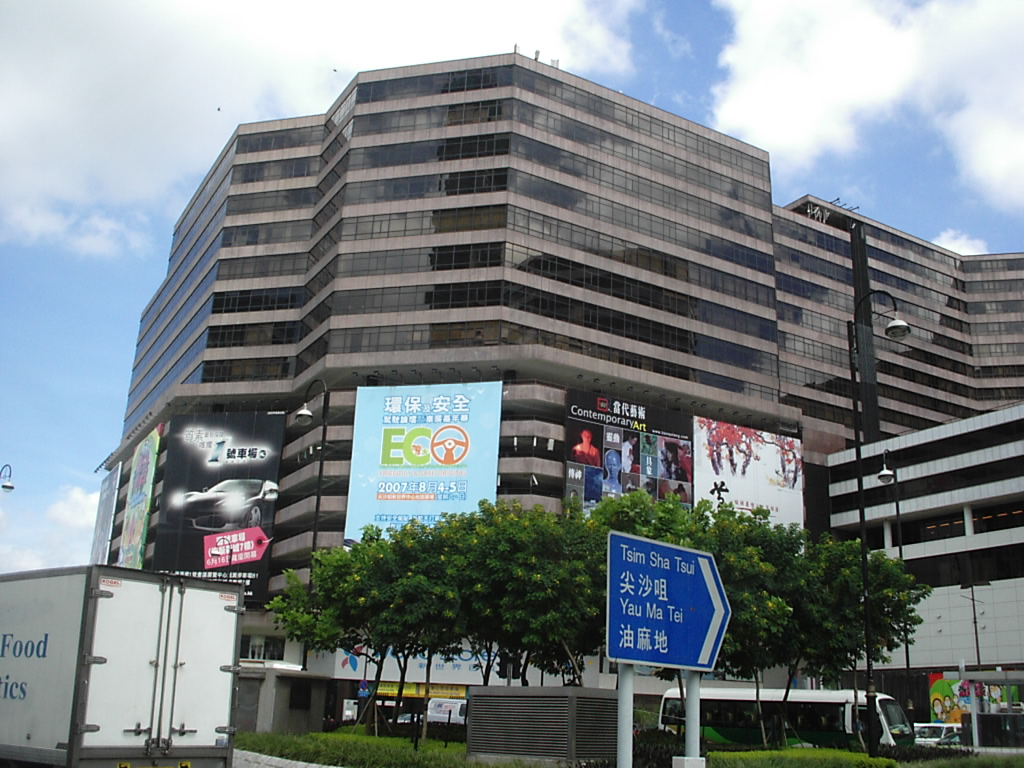
新世界中心東翼寫字樓
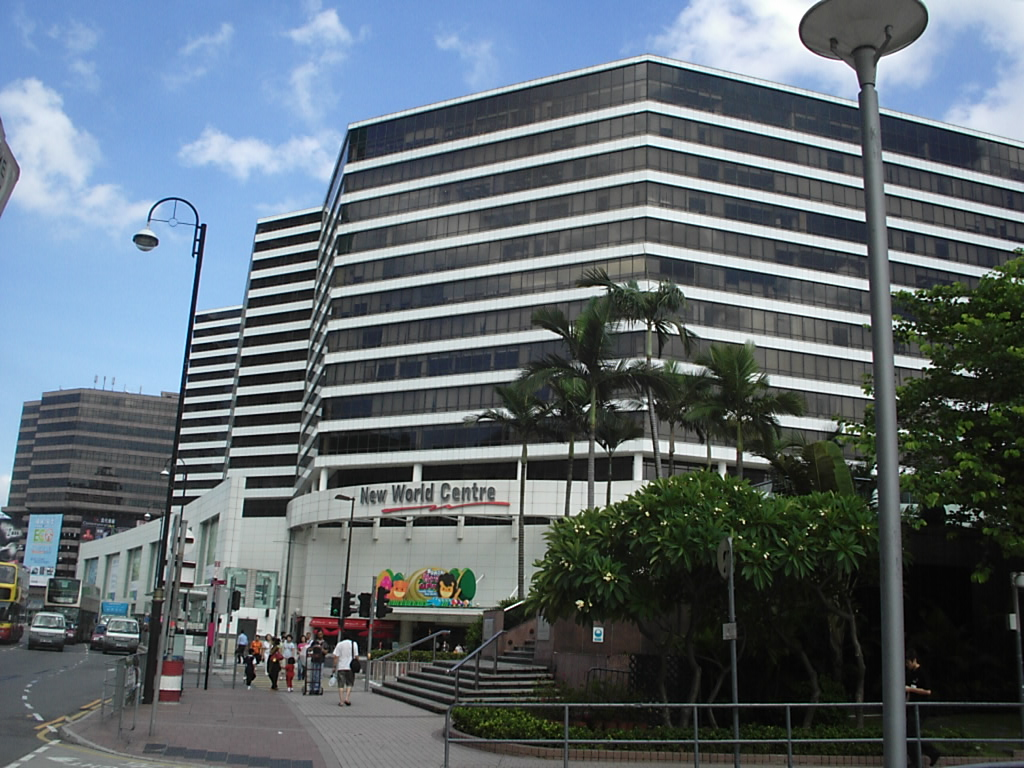
新世界中心西翼寫字樓
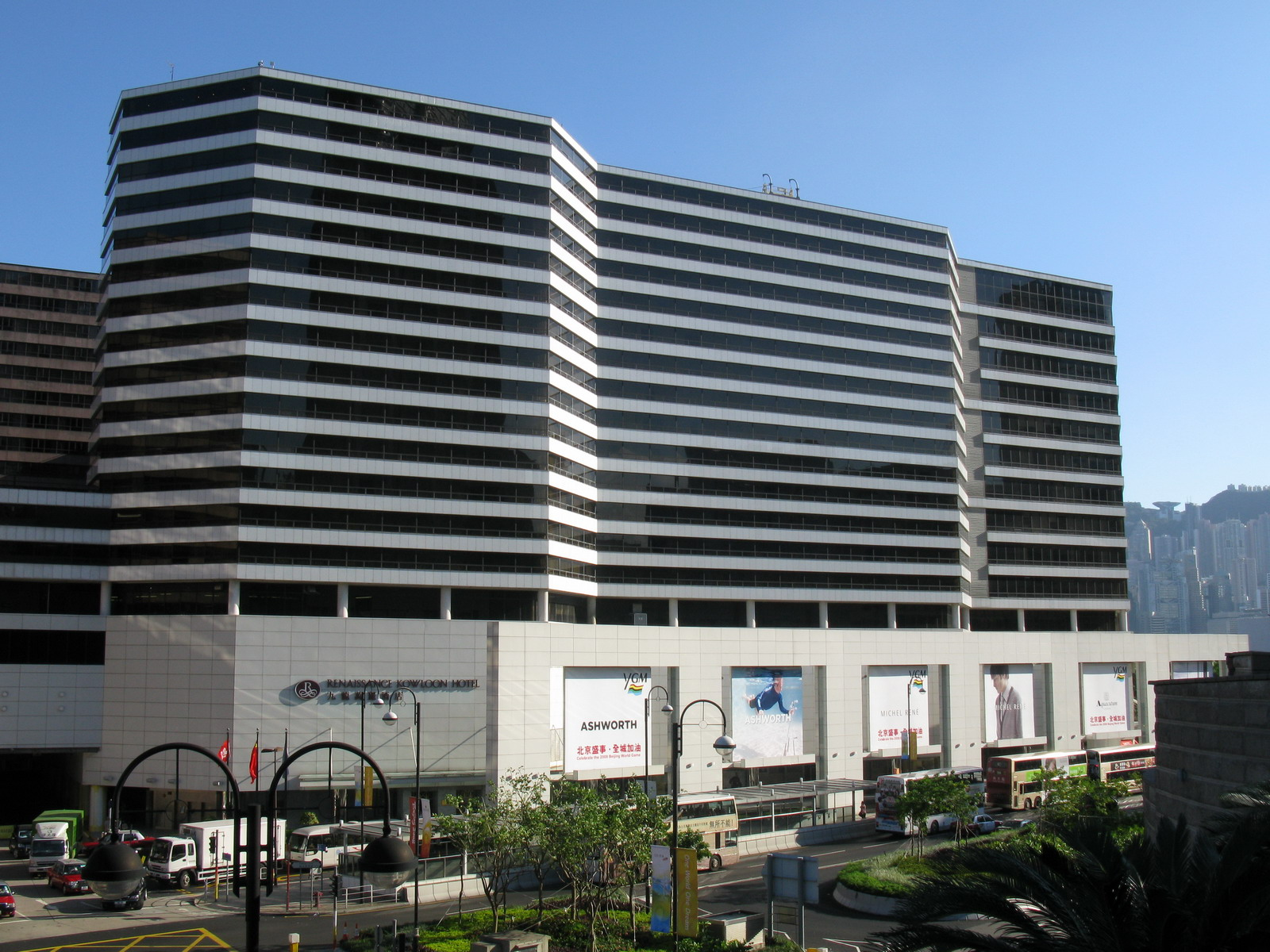
九龍萬麗酒店
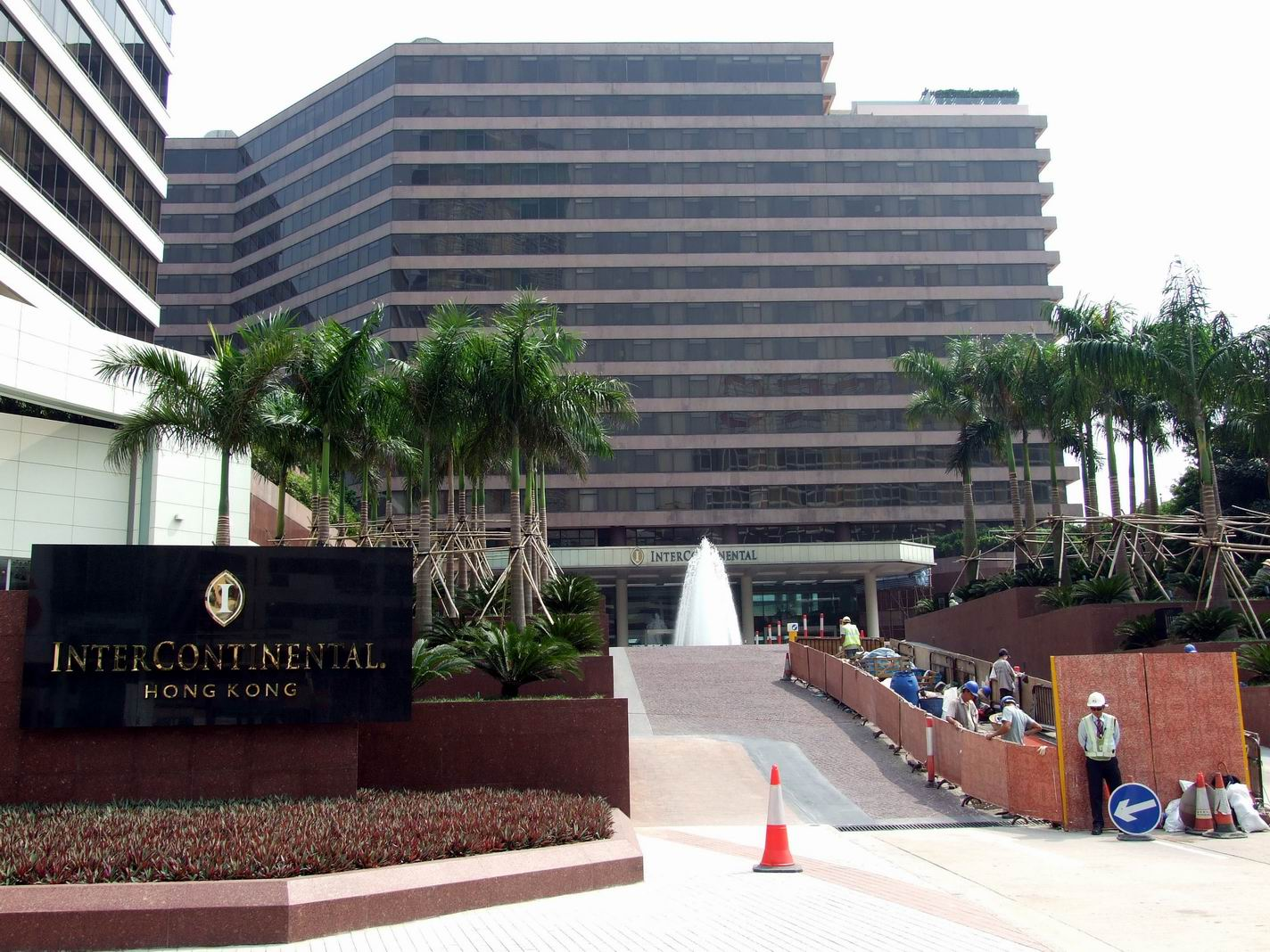
香港洲際酒店
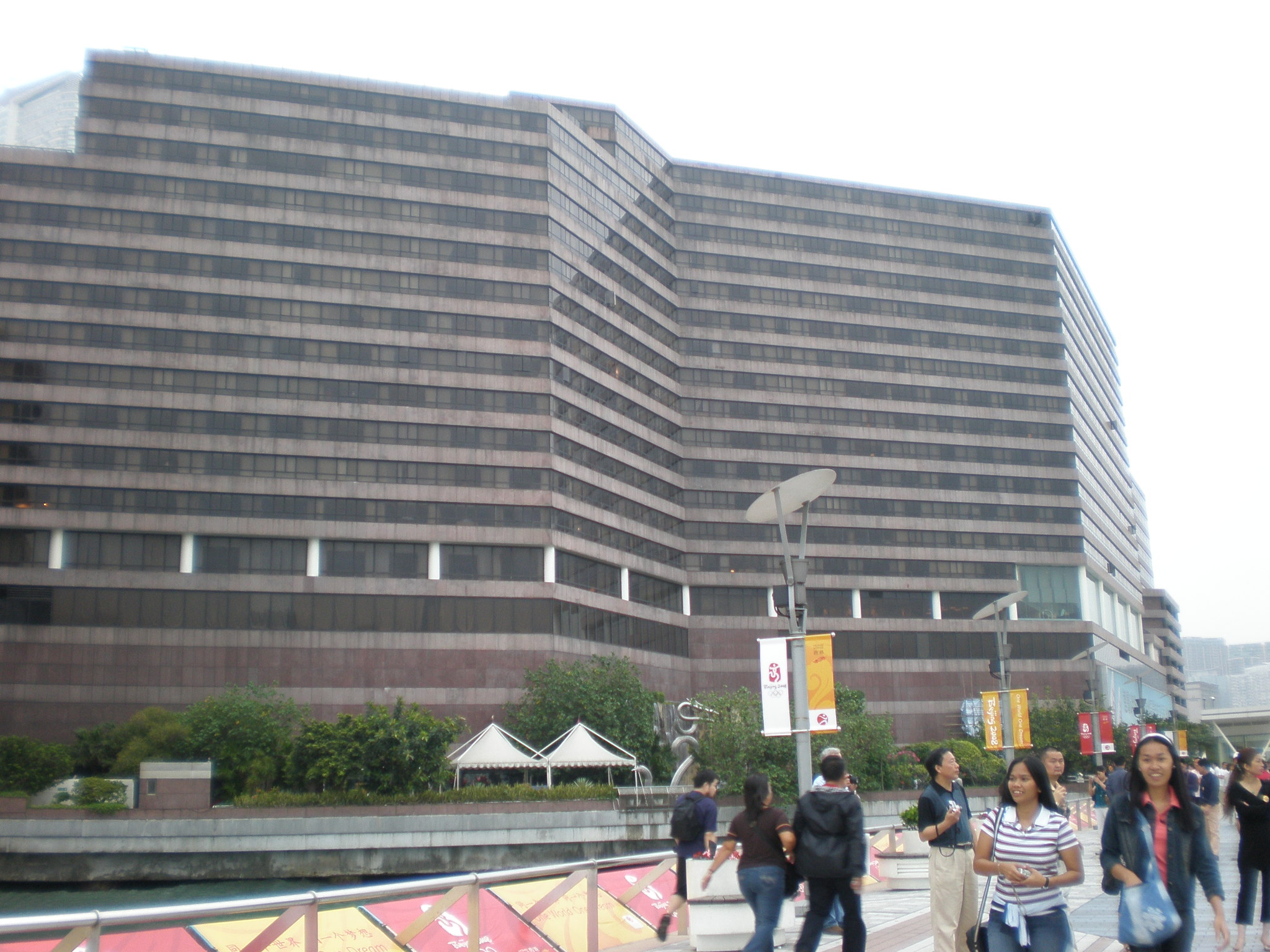
新世界酒店式公寓
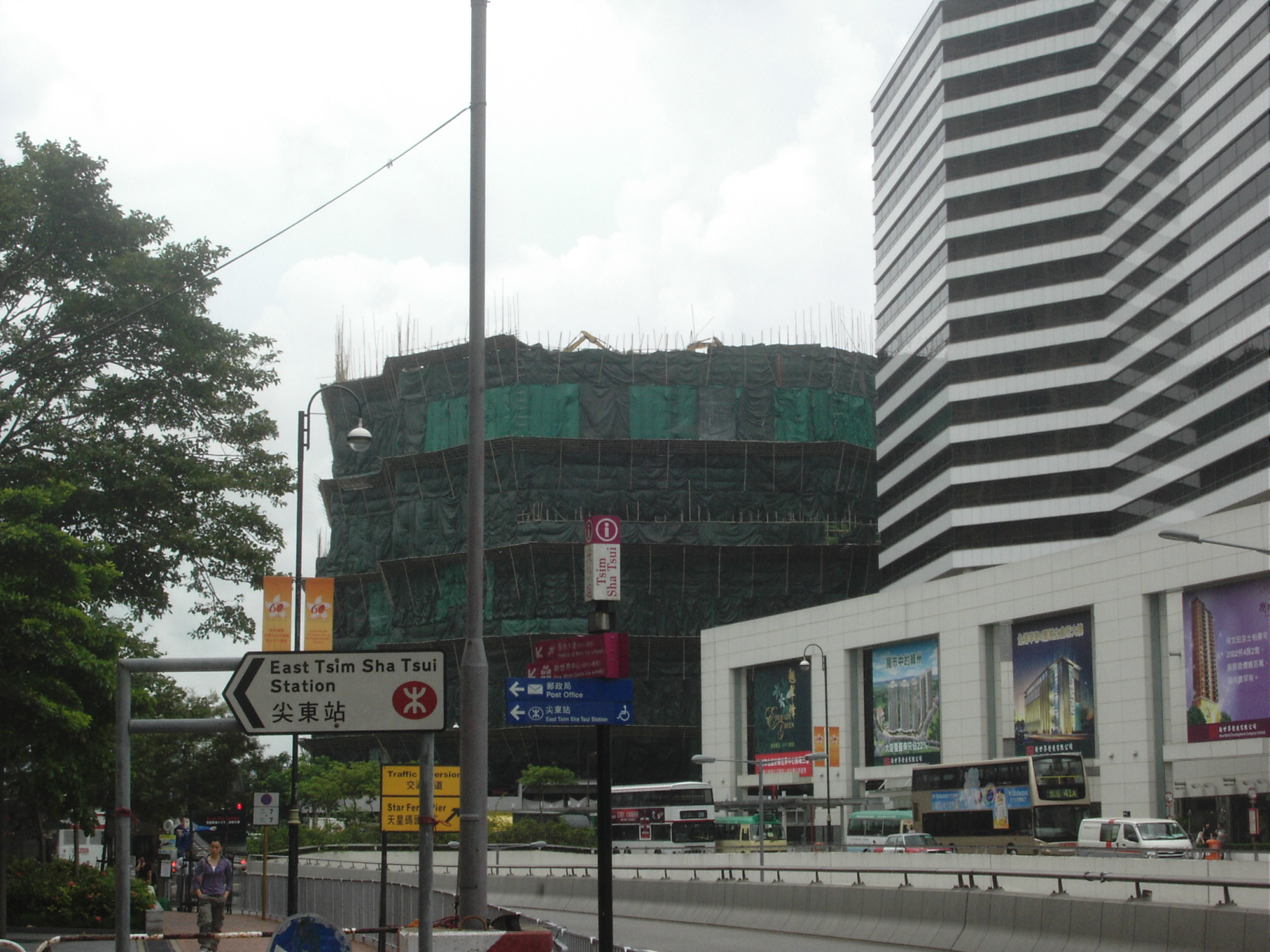
拆卸中的新世界中心東翼寫字樓
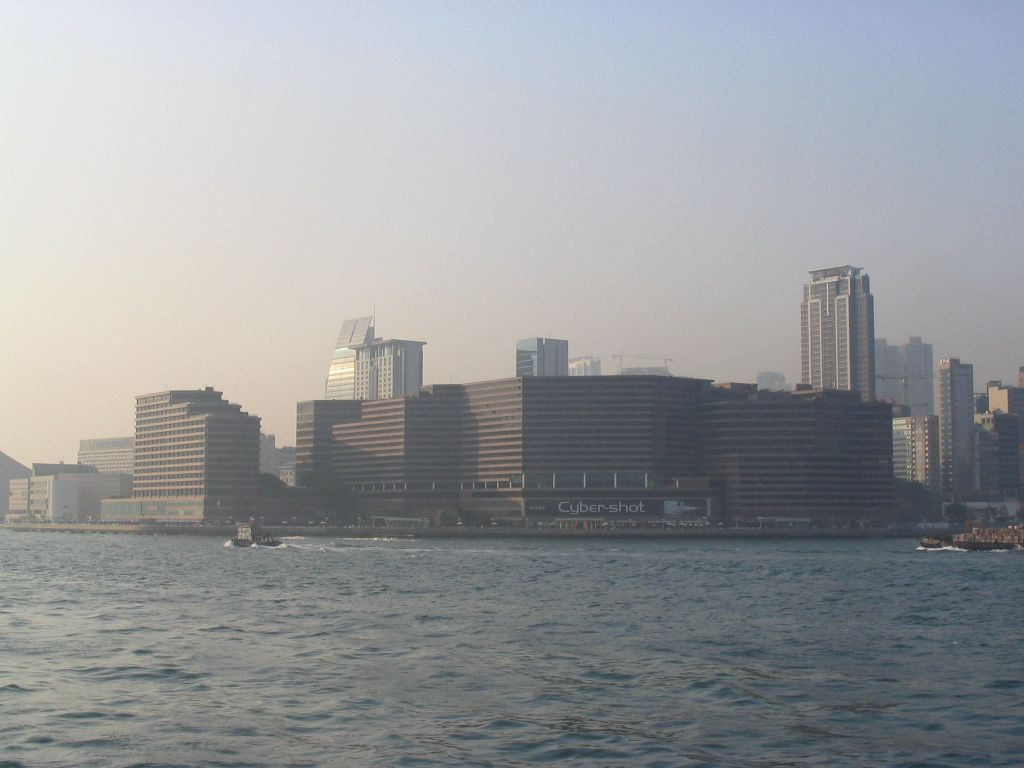
磚紅色的新世界中心盤踞在尖沙咀海旁一角，十分注目。
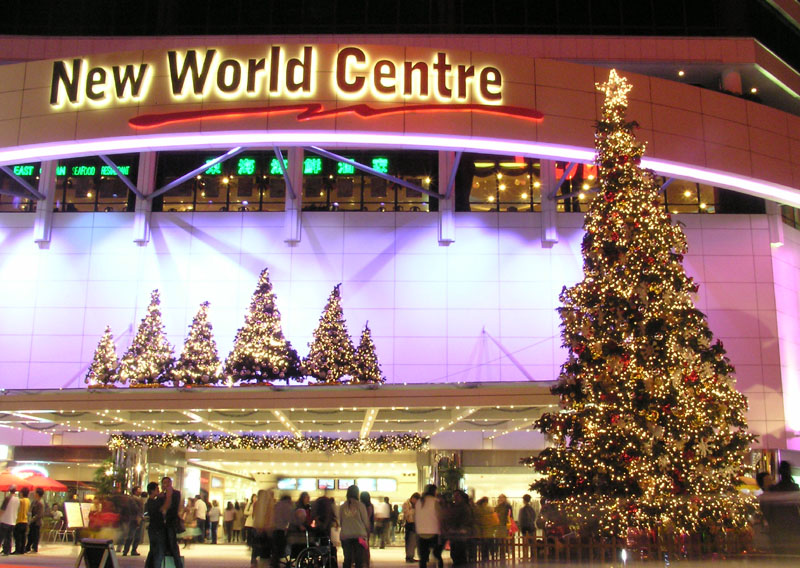
聖誕節時的新世界中心，掛滿聖誕燈飾。
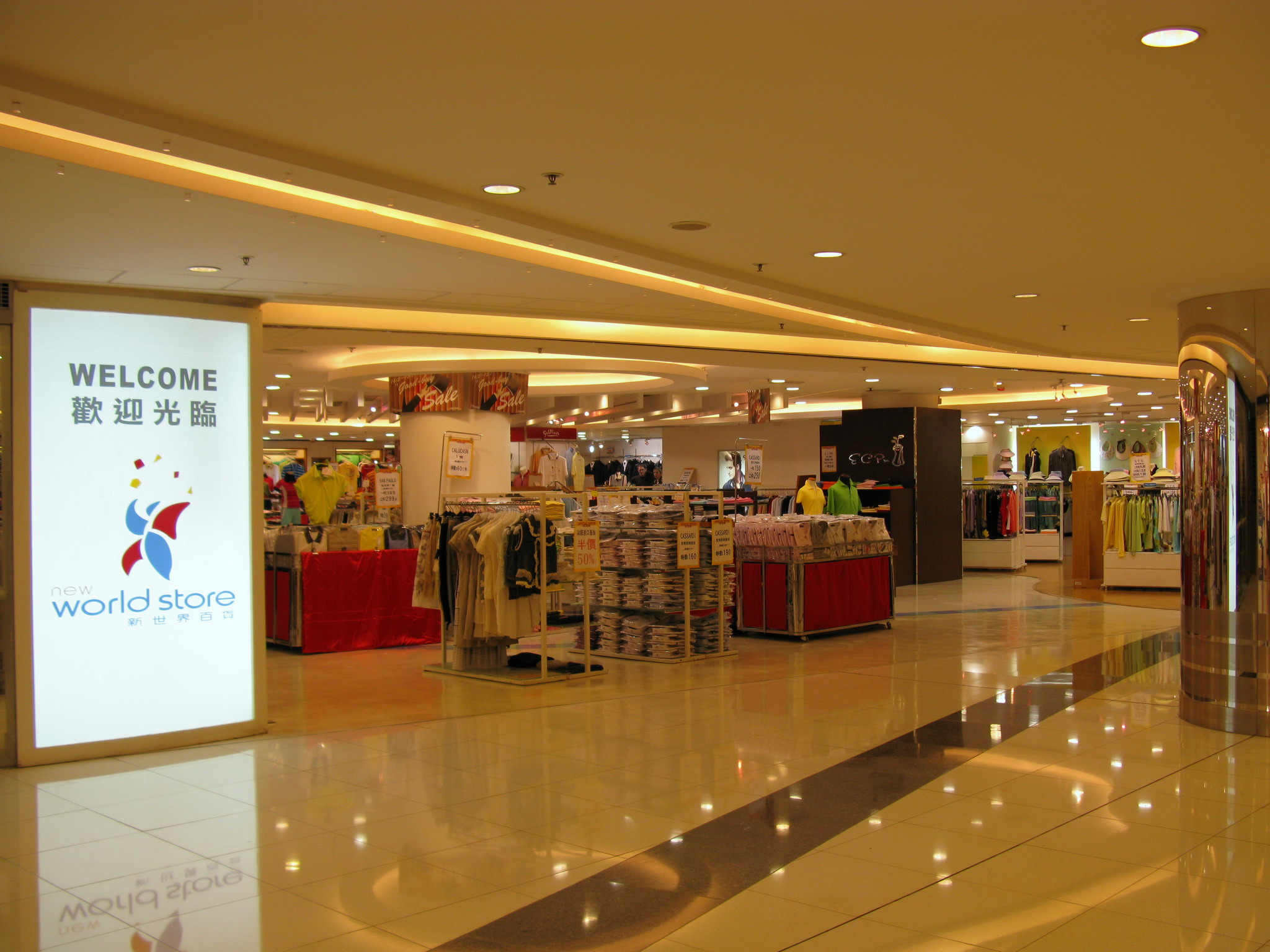
位於新世界中心東翼的新世界百貨
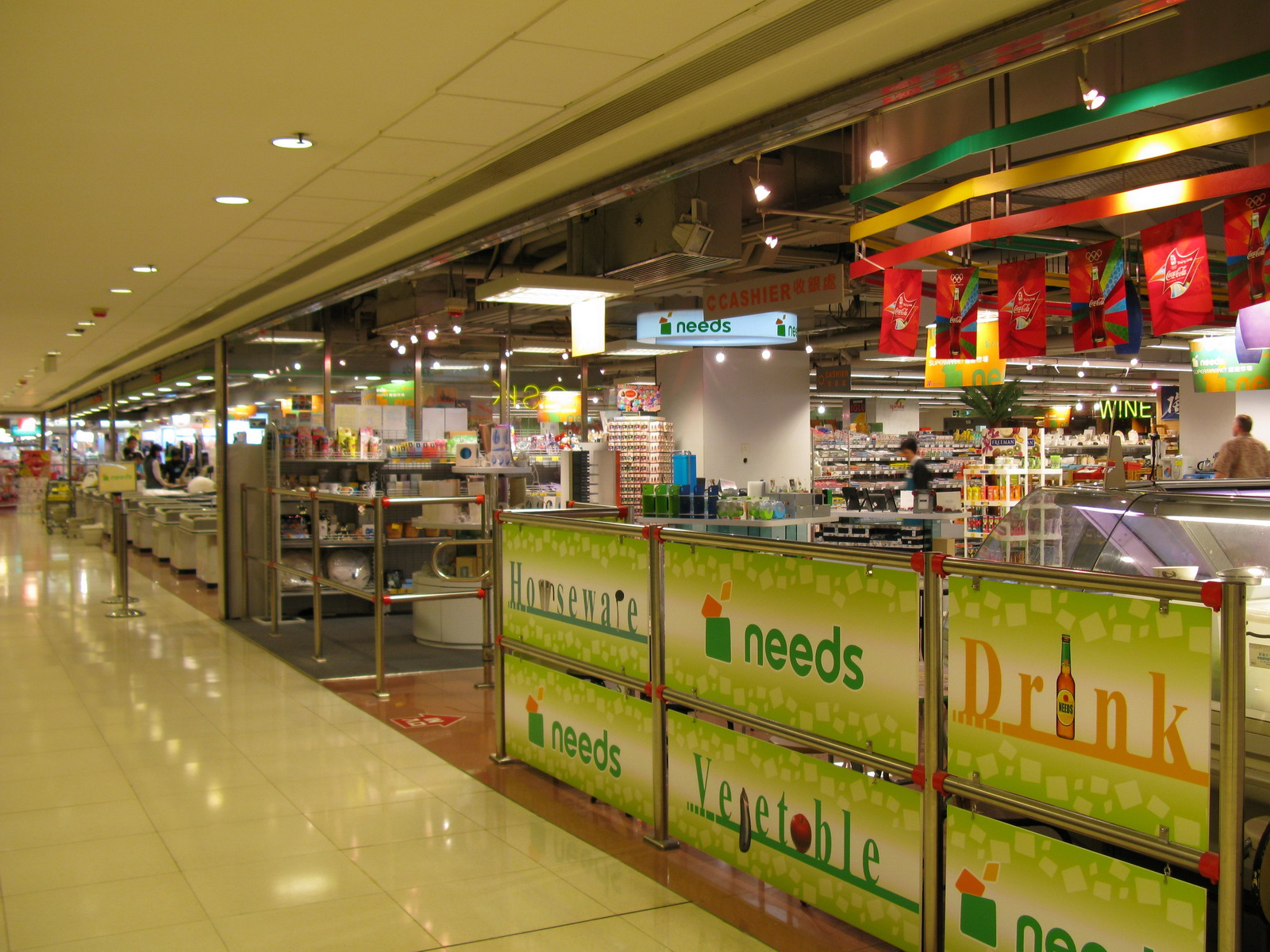
needs超級市場

## 鄰近地區
- 香港星光大道

## 交通
| 交通路線列表                                      |
| ------------------------------------------------- |
| 港鐵 - █ 屯馬綫：尖東站 - █ 荃灣綫：尖沙咀站 巴士 |